# جمهوری شرکتی
جمهوری شرکتی (به انگلیسی: corporate republic)، نوعی حکومت نظری است که اساساً همانند یک شرکت اداره می‌شود، دارای یک هیئت مدیره و اجرائی بوده و در آن تمام جوانب جامعه توسط یک یا گروه‌های کوچکی از شرکت‌ها خصوصی‌سازی می‌شود. هدف نهایی این دولت افزایش سرمایه ذینفعان آن است و دولت موضع‌اش را به عنوان یک شرکت تأیید می‌کند. خدمات عمومی شامل بیمارستان‌ها، مدارس، قوای نظامی و پلیس، خصوصی می‌شوند. رفاه اجتماعی به عوض دولت، توسط شرکت‌ها به شکل پرداخت دست‌مزد و مزایا به کارمندان به پیش برده می‌شود.
جمهوری شرکتی در تاریخ مدرن به‌صورت رسمی وجود ندارد. قوانین رقابت مدرن و توسعه دولت-ملت‌های مدرن اجازه نمی‌دهند یک شرکت این مقدار قدرت سیاسی را به دست آورده یا به آن اعطا گردد. دولت‌های تاریخی، مانند فلورانس پسا کلاسیک و کمپانی هند شرقی، می‌توانند به‌عنوان نوعی از جمهوری شرکتی توصیف شوند. دانش‌مندان سیاسی، دولت‌های سوسیالیستی دولتی (که به عنوان سرمایه‌داری دولتی انتقاد می‌شدند) را نیز به عنوان جمهوری شرکتی تلقی کرده‌اند، که در آن دولت کنترل کامل تمام زندگی اقتصادی و سیاسی را به‌دست گرفته و همه چیز که داخل مرزهای کشور قرار دارد را در انحصار می‌گیرند و به‌طور مؤثر دولت را معادل یک شرکت بزرگ می‌سازند.
جمهوری‌های شرکتی در آثار علمی-تخیلی یا تفسیر سیاسی به‌عنوان هشداری برای خطرات قابل درک سرمایه‌داری شرکتی استفاده می‌شوند. در چنین کارها، معمولاً جمهوری شرکتی زمانی ظهور می‌کند که یک یا چند شرکت بسیار قدرت‌مند یک دولت را، یا بعد از مدت زمان طولانی از طریق تسخیر نظارتی یا به سرعت در یک کودتا، خلع قدرت می‌کنند.

## مثال‌ها
مثال‌های معمول جمهوری‌های شرکتی در طول تاریخ عبارت از کمپانی‌های هند شرقی و سایر چنین کمپانی‌هایی اجاره شده در اوایل عصر مدرن، مانند VOC، یا کمپانی هند شرقی بریتانیا می‌باشند. نمونه‌های کم‌تر معروف آن عبارت اند از: «انجمن بین‌المللی کنگو» (قبل از ایالت آزاد کنگو)، «کمپانی بریتانیایی آفریقای جنوبی» و «جمهوری لانفنگ».

### جمهوری فلورانس
دولت شهر ساحلی فلورانس در شمال‌غرب ایتالیا به دو دلیل استدلال می‌شود که یک جمهوری شرکتی بوده‌است. مانند اکثر جمهوری‌های تجارتی ایتالیا، زندگی اجتماعی و اقتصادی فلورانس تحت سلطه اتحادیه‌های بزرگ بود که صنایع کلیدی را در شهر تنظیم و کنترل می‌کردند. تفاوت کلیدی میان فلورانس و سایر جمهوری‌های معاصر مثل ونیز این بود که شهر توسط یک شورا، «سگنوریای فلورانس» ، اداره می‌شد که اعضای آن محدود بود به هفت اتحادیه بزرگ فلورانس. اما با توجه به وجود تقلب در سیستم لاتاری انتخاباتی سگنوریا، اعضای یاد شده معمولاً از خانواده‌های تأثیرگذار انتخاب شده و جمهوری را یک آریستوکراسی می‌ساخت. این حالت با محدودیت قانونی انتخاب مقامات از اعضای خانواده مسئولین قبلی بدتر شد و با تاج‌گذاری «الساندرو د مدیچی» در سال ۱۵۳۳ میلادی، ظهور مدیچی‌ها به عنوان یک سلسله مشروعیت یافته و به جمهوریت پایان داده شد.

### کمپانی بریتانیایی هند شرقی
کمپانی تحت فرماندهی جنرال رابرت کلایو پس از نبرد پلاسی در سال ۱۷۵۷ میلادی توانست در بنگال یک حاکم دست‌نشانده را به کرسی بنشاند و به او دیوانی و حق جمع‌آوری عایدات بنگال و بیهار را اعطا کند. کمپانی یاد شده در زمان حاکمیت فرماندار-جنرال‌ها و اردوی آن‌ها، توانست حاکمیت غیرمستقیم بریتانیایی را در شبه قاره هند تأسیس کند تا این‌که شورش سیپوی‌ها (مزدوران بومی هندی) در سال ۱۸۵۷ میلادی، دولت بریتانیا را مجبور ساخت حاکمیت مستقیم مستعمره خود را در هند تأسیس کنند.

### کمپانی هلندی هند شرقی
یکی دیگر از مثال‌های کلاسیک جمهوری شرکتی، کمپانی هند شرقی هلندی (که بنام VOC نیز یاد می‌شود) است که توسط جمهوری هلند به منظور انحصار تجارت در هند شرقی و تضمین رفاه جمعی جمهوریت، تأسیس شد. VOC با داشتن قدرت انعقاد معاهدات، تأمین مالی جنگ‌ها، زندانی و اعدام محکومان، ضرب سکه‌های خود و ایجاد مستعمرات یک امپراطوری بزرگ شرکتی را ساخت که معیارهایی برای کورپوریشن چندملیتی آینده تعیین کرد.